# Джош Вотсон (плавець)
Джош Вотсон (англ. Josh Watson, 31 липня 1977) — австралійський плавець.
Призер Олімпійських Ігор 2000 року, учасник 2004 року.
Чемпіон світу з водних видів спорту 1999 року.
Призер Пантихоокеанського чемпіонату з плавання 1999 року.
Переможець Ігор Співдружності 1998 року.